# Нижний Заемкуч
Нижний Заемкуч — деревня в Великоустюгском районе Вологодской области.
Входит в состав Парфёновского сельского поселения, с точки зрения административно-территориального деления — в Парфёновский сельсовет.
Расстояние по автодороге до районного центра Великого Устюга — 14 км, до центра муниципального образования Карасово — 2,5 км.
По данным переписи в 2002 году постоянного населения не было.